# Roxburghshire
Roxburghshire (Aussprache: [ˈrɒksbrəʃə]; Gälisch: Siorrachd Rosbroig) ist eine traditionelle Grafschaft im südöstlichen Schottland. Im Westen grenzt sie an Dumfriesshire, im Nordwesten an Selkirkshire und Midlothian sowie im Norden an Berwickshire. Im Süden Roxburghshires liegen die englischen Countys Northumberland und Cumberland.

## Geografie
Roxburghshire hat eine Fläche von 1725 km² und umfasst die Landschaften Teviotdale und Liddesdale. 2011 hatte die Grafschaft etwa 48.600 Einwohner. Das Land ist durch Verzweigungen der Cheviot Hills, deren Hauptzug die Grenze gegen England bildet, vor allem im Süden sehr bergig. Nur in den Tälern der größeren Flüsse sowie im Norden der Grafschaft finden sich tiefgelegene Gebiete. Von den Gipfeln der Cheviot Hills finden sich der Peel Fell (602 m hoch) und Catcleuch Shin (530 m) auf dem Territorium von Roxburghshire. Die größten Anhöhen des Berglands, das die Wasserscheide zwischen Teviotdale und Liddledale bildet, sind Cauldcleuch Head (619 m), Greatmoor (599 m), Pennygant (550 m), Din Fell (529 m), Windburgh (494 m) und Arnton Fell (446 m). Im Westen erhebt sich der Crib Law (417 m) und im Norden nahe Melrose die markante Dreifachspitze des Eildon Hill (422 m). Die Grafschaft wird von den Flüssen Tweed, Teviot, Liddel und Jed bewässert und hat mehrere Landseen. Die romantischen Täler des Tweed und Teviot und ihrer Zuflüsse waren der klassische Boden für schottische Gesänge und Sagen. Das Klima ist rau, aber gesund, der Boden im Allgemeinen fruchtbar und weidereich. Die Grafschaft ist nach der mittelalterlichen Marktstadt Roxburgh benannt.  Weitere bedeutende Städte in Roxburghshire sind unter anderem Kelso, Melrose, Newtown St Boswells, Hawick, Jedburgh und Teviothead.

## Geschichte
Zu den zahlreichen archäologischen Überresten Roxburghshires gehören unter anderem prähistorische Wallburgen sowie später in der Römerzeit angelegte Feldlager. Nach dem Abzug der Römer aus Britannien zu Anfang des 5. Jahrhunderts gehörte die Region zunächst zum Königreich Strathclyde, danach für vier Jahrhunderte zu Northumbria und ab 1018 zu Schottland. König David I. erhob sie zu einem Shire. Der namengebende Hauptort Roxburgh wurde nach der Zerstörung seines Schlosses 1460 aufgegeben, woraufhin sich Kelso zum neuen Zentrum entwickelte. Als Grenzgebiet (Border) war Roxburghshire  Schauplatz verheerender Kriege; verschiedene Städte der Grafschaft wurden etwa im Spätmittelalter während der Anglo-Schottischen Kriege wiederholt verwüstet. Die Abteien von Dryburgh, Jedburgh, Kelso und Melrose wurden während des Feldzugs des Earl of Hertford 1544–45 zerstört. Nach der Vereinigung der schottischen mit der englischen Krone brachen für die Grafschaft ruhigere Zeiten an, die jedoch während der Kriege der Drei Königreiche und der jakobitischen Aufstände unterbrochen waren.
Im 19. Jahrhundert wurde die Region insbesondere von Walter Scott verherrlicht, der hier in Abbotsford seine letzte Residenz erbaut hatte. Zur traditionellen Viehzucht, die weit gegenüber dem Ackerbau vorherrschend war, kam im 18. und 19. Jahrhundert die Wollindustrie, welche die Wirtschaft der Grafschaft belebte. 1975 wurde Roxburghshire ein District der Region Borders. Die Region Borders und ihre Districts wurden 1996 aufgelöst und in die Unitary Authority Scottish Borders umgebildet.